# روغن‌ماهی‌نما
روغن‌ماهی‌نما (نام علمی: Brosme brosme) نام یک گونه از تیره روغن‌ماهیان است.